# LwIP
lwIP (англ. lightweight IP) широко используемый TCP/IP-стек с открытым исходным кодом, предназначенный для встраиваемых систем. LwIP был первоначально разработан Адамом Дункельсом в Шведском институте компьютерных наук и в настоящее время разрабатывается и поддерживается командой разработчиков.
Центром внимания реализации LwIP TCP/IP является сокращение использования ресурсов и при этом сохранение полномасштабной TCP. Это делает LwIP возможным для использования во встраиваемых системах с десятками килобайт свободной оперативной памяти и с местом для около 40 килобайт кода ROM.
LwIP используется многими производителями встраиваемых систем, например, Altera (в операционных системах для архитектуры Nios II), Analog Devices (процессоры Blackfin), Xilinx и Honeywell (системы авионики). Также на основе lwIP создан TCP/IP драйвер операционной системы ReactOS.
Вместе с lwIP Адам Дункелс создал ещё один TCP/IP стек — uIP. Этот стек оптимизировали для минимизации используемой памяти, в нём не используется динамическое выделение памяти (куча).
LwIP предлагает три различных API-интерфейса, предназначенных для различных целей:
- Raw API является основной API LwIP. Этот API направлен на обеспечение наилучших характеристик при использовании минимального размера кода. Один из недостатков этого API является то, что он обрабатывает асинхронные события с использованием обратных вызовов, которые усложняют разработку приложений.
- Netconn API представляет собой последовательный API интерфейс построенный на базе Raw API. Это позволяет выполнять многопоточную обработку данных, следовательно, требуется наличие операционной системы. Это проще в использовании, чем Raw API за счет более низкой реализации исполнения и увеличения объема памяти.
- BSD API сокеты, сокеты Беркли, как сокет реализации (Posix / BSD), построенный на базе API Netconn. Данный факт повышает переносимость кода. Он имеет те же недостатки, что и API Netconn.

## Возможности LwIP
- IP, включая пересылку пакетов через несколько сетевых интерфейсов
- ICMP
- IGMP
- UDP, включая экспериментальные расширения UDP Lite
- TCP с поддержкой управления перегрузкой, оценкой RTT и быстрым восстановлением / быстрым повтором
- Специализированные API для повышения производительности
- Поддержка API сокетов Беркли
- DNS
- SNMP
- DHCP
- AutoIP / Link-local address (для IPv4, RFC 3927)
- PPP
- ARP